# Hury
Hury – wieś w Anglii, w hrabstwie Durham. Leży 40 km na południowy zachód od miasta Durham i 367 km na północ od Londynu.